# Hôtel de Chenizot
El hôtel de Chenizot es un hôtel particulier ubicado en la rue Saint-Louis-en-l'Île en Île Saint-Louis, 4 distrito de París, Francia.

## Historia

### sigloXVIII
Fue adquirido en 1719 por Jean-François Guyot de Chenizot, quien encargó al arquitecto Pierre Vigné de Vigny que lo transformara instalando un balcón y decorando las fachadas.
Madame Tallien también residió allí con su primer marido M. de Fontenay, desde su matrimonio en 1788 hasta su exilio en Burdeos en 1793.

### Sede de la archidiócesis de París
En febrero de 1831, los alborotadores saquearon la archidiócesis de París ubicada cerca de Notre-Dame.
Como resultado del saqueo de 1831, el 11 de septiembre de 1840 el prefecto del Senaactuando en nombre del Estado alquiló este hôtel durante nueve años por 12 000 francos al año a su propietaria Émilie Lafond,esposa de Pierre Paillot, para albergar al arzobispo de París Denys Affre.
Affre habiendo sido mortalmente herido cerca de una barricada durante las Jornadas de Junio de 1848, los parisinos marcharon hasta el Hôtel Chenizot, convertido en palacio episcopal, para rendir homenaje a los restos del prelado antes de su funeral, que tuvo lugar en Notre-Dame.
En 1849, el arzobispo Marie Dominique Auguste Siboursucesor de Affre abandonó los locales para instalarse en el Hotel du Châtelet, donde sus sucesores permanecieron hasta 1906 por la ley de separación de las Iglesias y del Estado.

### Sede de la jefatura de gendarmería
El 9 de febrero de 1850, el Estado lo vuelve a alquilar, esta vez por 12.850 francos al año y fue acondicionado para alojar al personal de la 1 Legión de Gendarmería, de Sena, Seine-et-Marne, Seine-et-Oise, que permaneció allí hasta 1862.

### sigloXXyXXI

Imágenes históricas
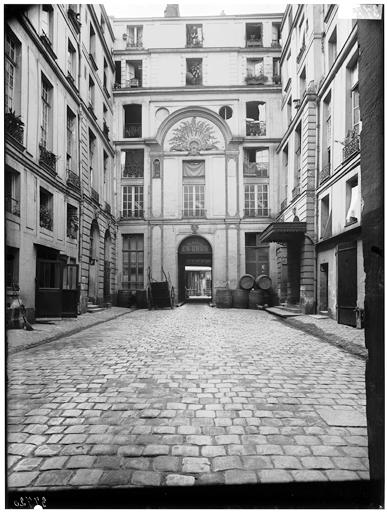
En 1892.
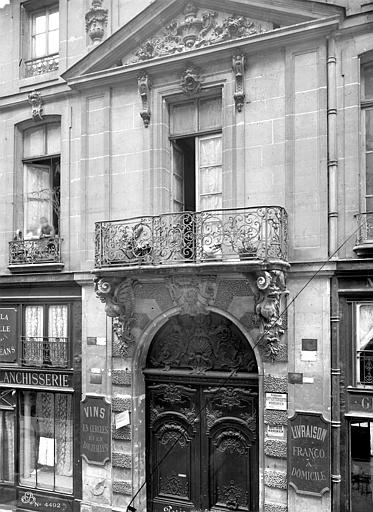
En 1892.

De 1904 a 1930, el metafísico René Guénon vivió en un apartamento aquí que había perdido su jardín en 1863 al ser vendido.
Fue clasificado como monumento histórico en 2002.
La primera fase de renovación se completó en agosto de 2013.

## Descripción

Exterior
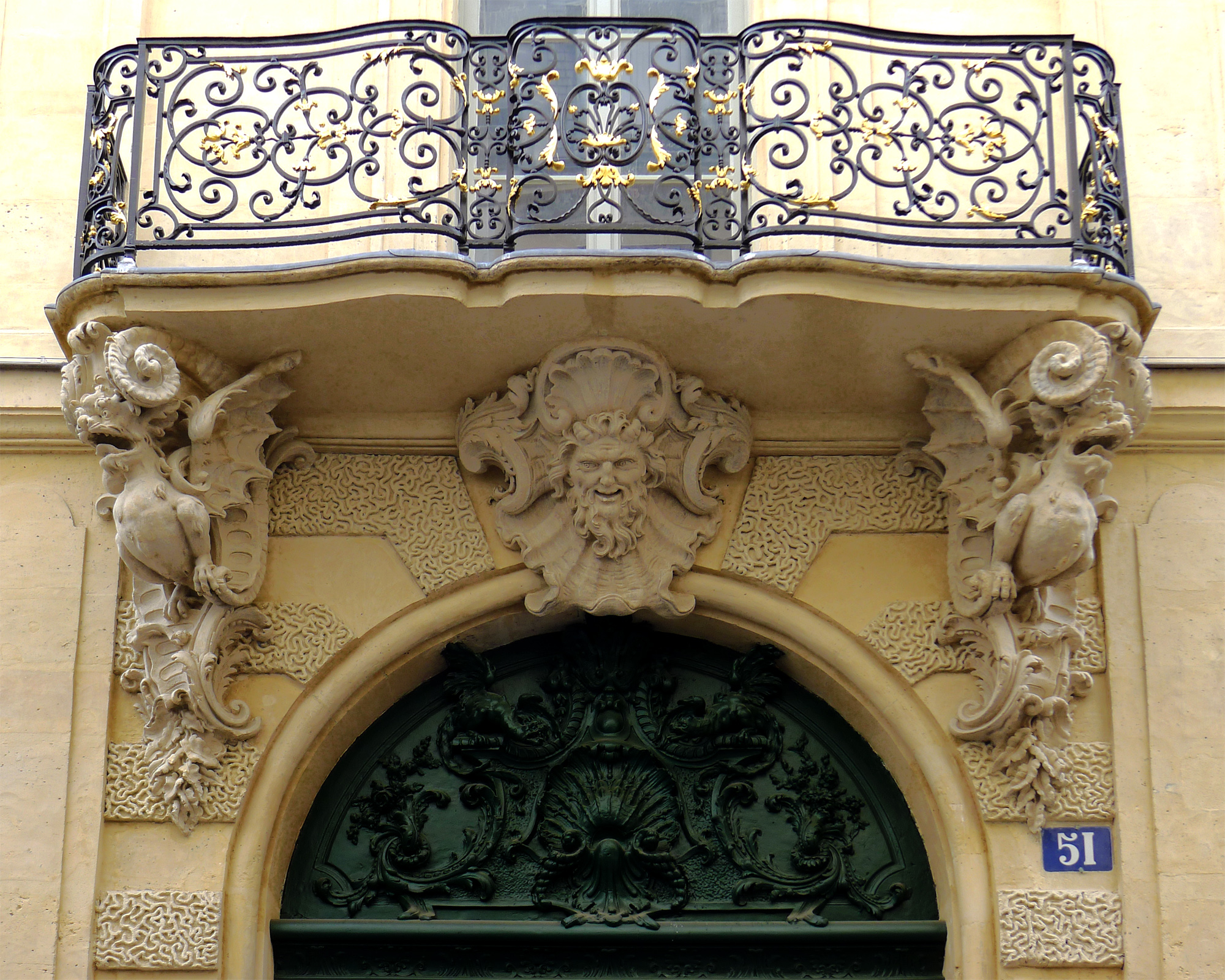
La puerta con su balcón.
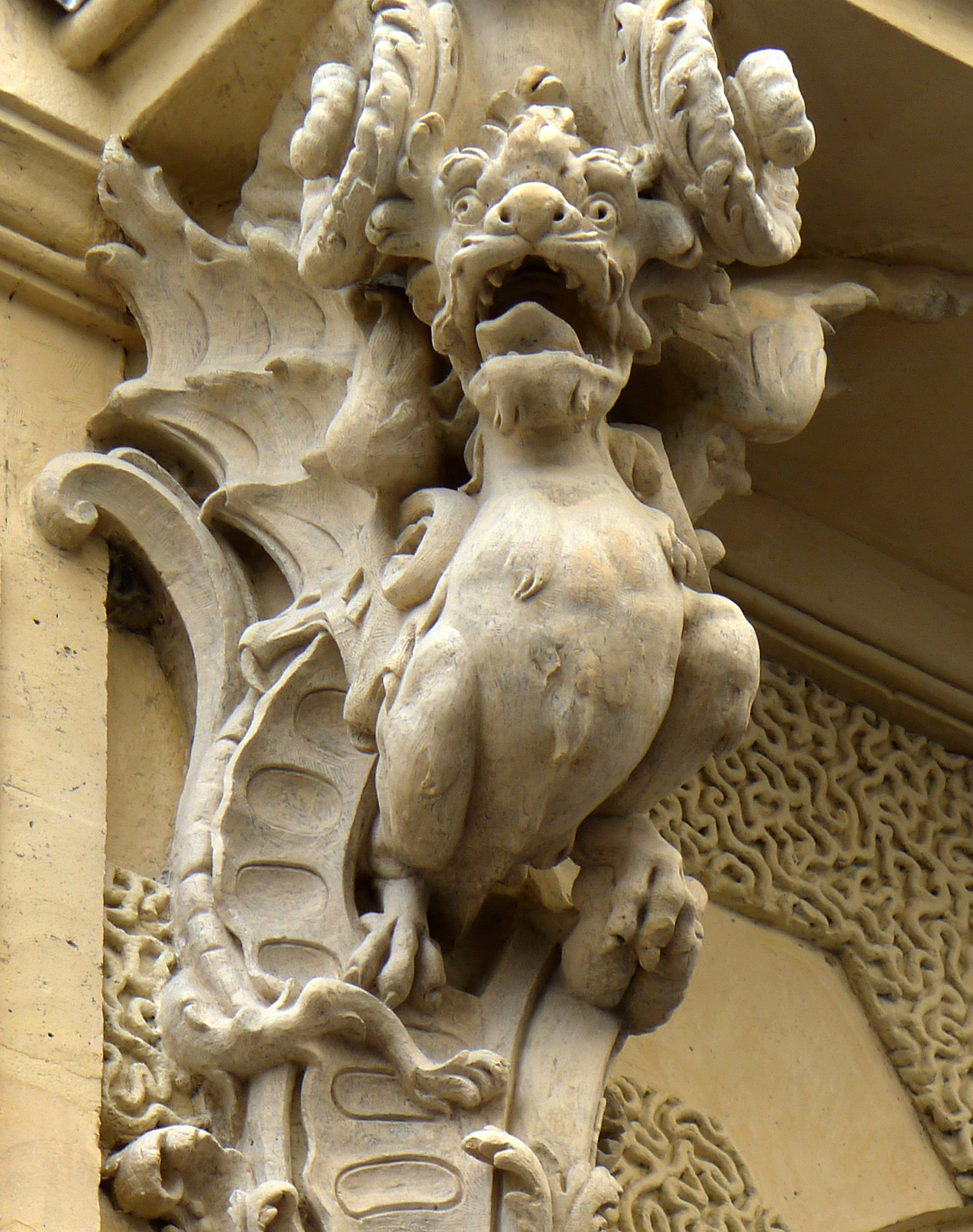
Quimera a la izquierda de la puerta de entrada.
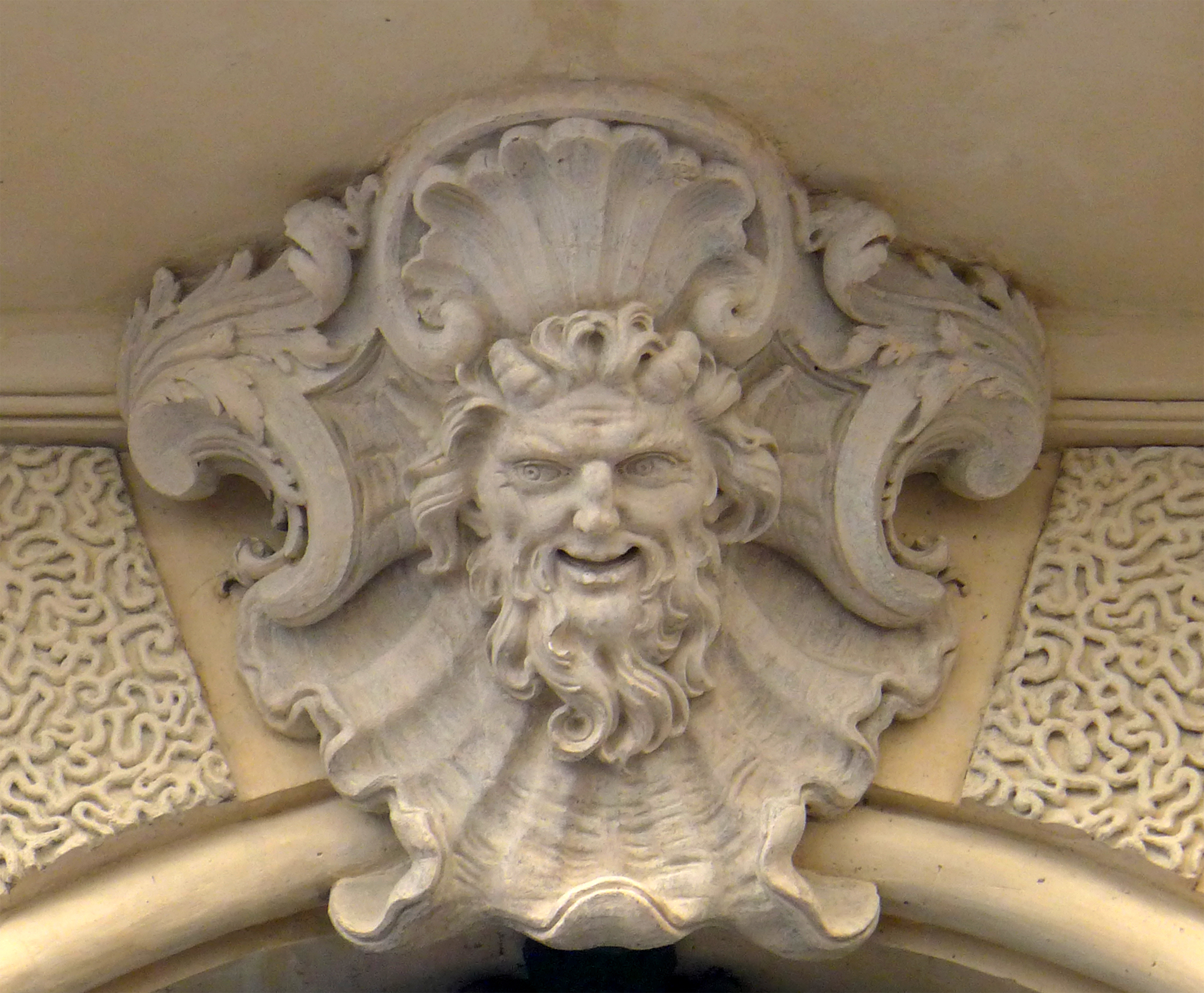
Mascarón.
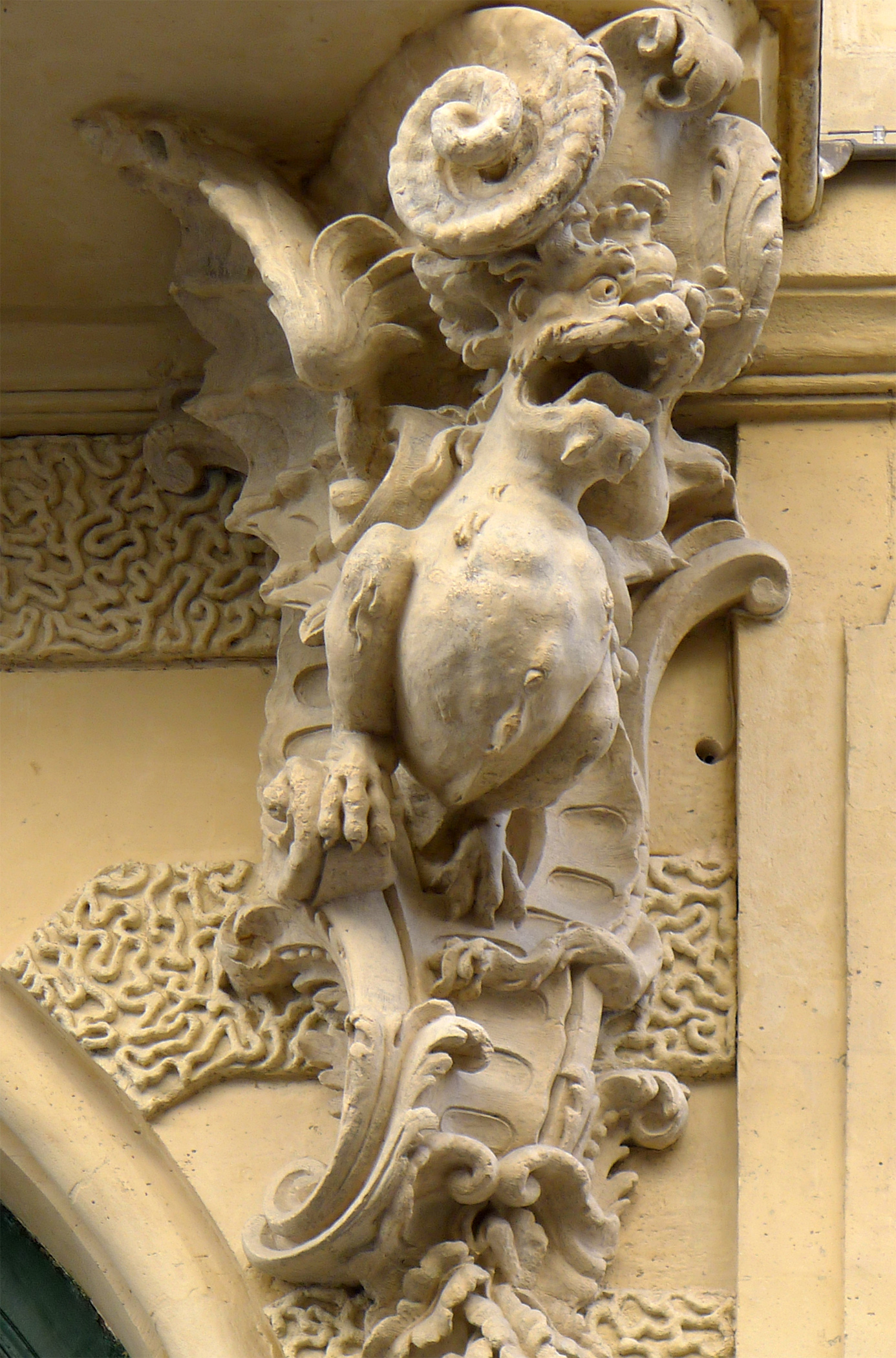
Quimera derecha de la puerta de entrada.
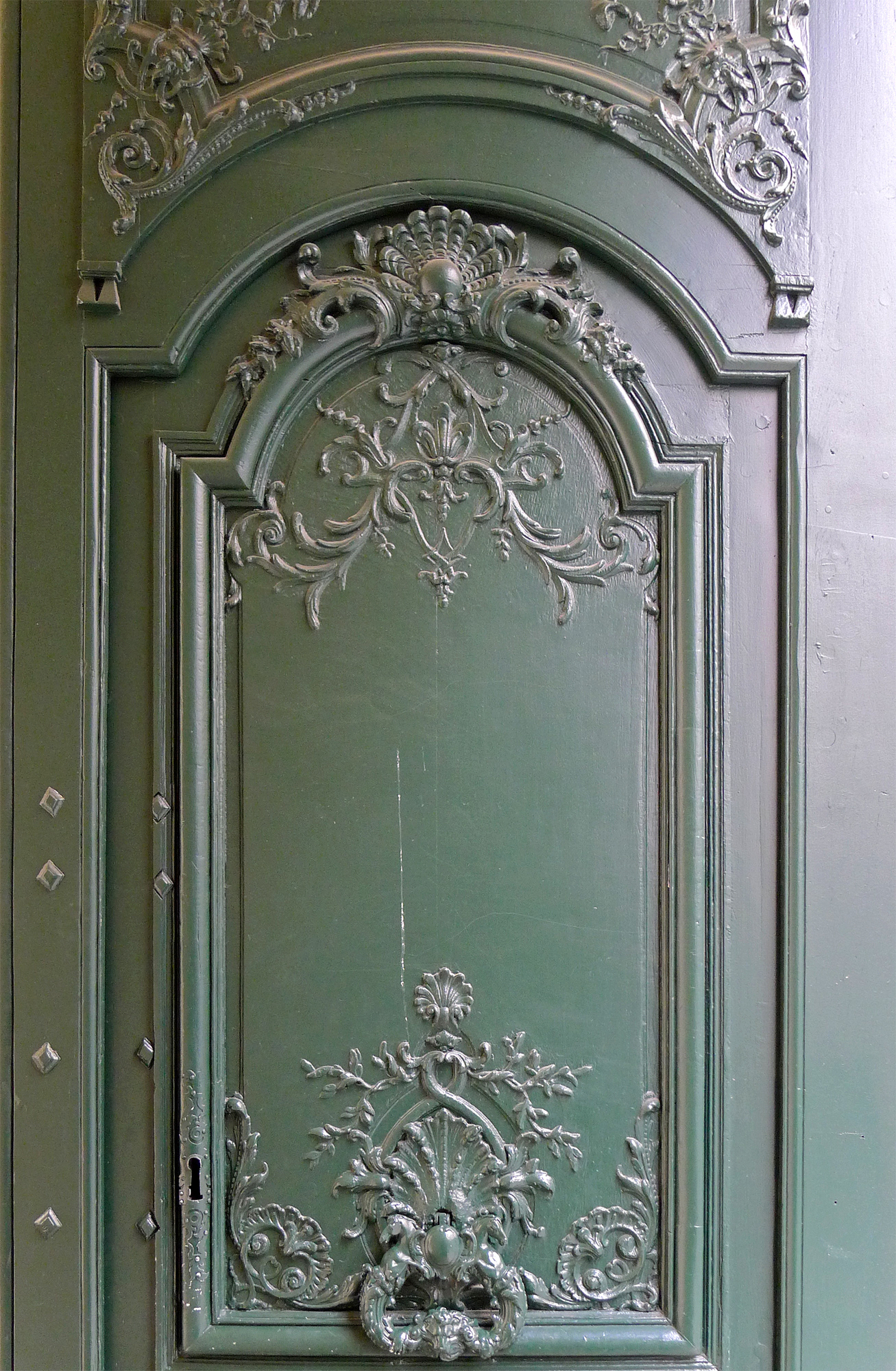
Molduras de puertas delanteras.

El hotel consta de dos patios alineados y conectados por porches.
El segundo patio, el más alejado de la rue Saint-Louis-en-l'Île, que todavía incluye varios edificios vinculados a antiguas actividades industriales ligeras de finales del siglo XIX o principios del XX, fue objeto de un estudio con miras a la conservación o no de determinados elementos. Este patio tiene en una de sus fachadas un reloj de sol similar al del Hôtel de Lauzun, también situado en la Île Saint-Louis.